# Serie A1 (pallacanestro femminile)
La Serie A1 è il massimo campionato di pallacanestro femminile in Italia.

## Storia
La prima edizione è stata organizzata nel 1930. Dal 1945-46 al 1979-80 ha mantenuto la denominazione di Serie A, per poi sdoppiarsi in Serie A1 e Serie A2.

## Formula
Nella stagione 2022-23 il torneo è aperto a quattordici squadre, inserite in un girone all'italiana, al termine del quale viene stilata la classifica.

Le prime 8 classificate disputano i play-off in cui si batteranno per la conquista dello scudetto. 

La 9ª classificata conquista il diritto di partecipare alla Serie A1 nella stagione successiva.

Le squadre che nella stagione regolare si sono classificate dalla 10ª alla 13ª posizione disputano i play-out per stabilire le altre tre squadre che rimarranno in Serie A1 nella stagione successiva.

La squadra che arriverà all'ultimo posto dei play-out e la squadra 14ª classificata nella stagione regolare retrocedono in Serie A2.

## Organico
Le undici squadre che partecipano alla Serie A1 femminile di basket nella stagione 2024-2025 sono:
- Alpo Basket
- PB63 Battipaglia
- Brixia Basket
- Magnolia CB
- BCC Derthona Bk.
- Faenza B. Project
- San Martino
- Dinamo Sassari
- Famila Schio
- GEAS
- Reyer Venezia

## Albo d'oro
| Stagione | Vincitore                    | Secondo Posto                       | Note                            |
| --- | ---------------------------- | ----------------------------------- | ------------------------------- |
| Campionati gestiti dalla FIAF                                                                                |                              |                                     |                                 |
| 1924 | Club Atletico Torino         | Unione Sportiva Milanese            | campionato FIAF                 |
| 1925 | Pro Patria Busto Arsizio     | Club Atletico Torino                | campionato FIAF                 |
| 1926 | Pro Patria Busto Arsizio     | Forza e Coraggio Milano             | campionato FIAF                 |
| 1927 | Pro Patria Busto Arsizio     | Cotonificio Cantoni Castellanza (A) | campionato FIAF                 |
| 1928 | Pro Patria Busto Arsizio (A) | Cotonificio Cantoni Castellanza (A) | campionato FIAF                 |
| Campionati gestiti dalla FIPAC, poi FIP                                                                      |                              |                                     |                                 |
| 1930 | Ginn. Triestina              | Ginnastica Torino                   |                                 |
| 1931 | Ginn. Triestina              | A.P. Napoli                         |                                 |
| 1932 | S.S. Gioiosa                 | A.P. Napoli                         |                                 |
| 1933 | Canottieri Milano            | A.P. Napoli                         |                                 |
| 1934 | Canottieri Milano            | A.P. Napoli                         |                                 |
| 1935 | Canottieri Milano            | A.P. Napoli e Ginnastica Triestina  | Girone finale a tre             |
| 1936 | Ambrosiana-Inter             | Pall. Napoli                        |                                 |
| 1937 | Ambrosiana-Inter             | Reyer Venezia                       | Girone finale                   |
| 1938 | Ambrosiana-Inter             | Giordana Genova                     |                                 |
| 1939 | Ambrosiana-Inter             | Audax Venezia                       |                                 |
| 1939-1940 | Ilva Trieste                 | Ambrosiana-Inter                    |                                 |
| 1940-1941 | GUF Napoli                   | Ambrosiana-Inter                    |                                 |
| 1941-1942 | GUF Milano                   | Ambrosiana-Inter                    |                                 |
| 1942-1943 | Canottieri Milano            | Reyer Venezia                       |                                 |
| Dal 1944 al 1945 il campionato non viene disputato a causa delle vicende legate alla seconda guerra mondiale |                              |                                     |                                 |
| 1945-1946 | Reyer Venezia                | Bernocchi Legnano                   |                                 |
| 1946-1947 | Bernocchi Legnano            | Ambrosiana-Inter                    |                                 |
| 1947-1948 | Bernocchi Legnano            | Indomita Roma                       |                                 |
| 1948-1949 | Indomita Roma                | Bernocchi Legnano                   |                                 |
| 1949-1950 | Comense                      | Indomita Roma                       |                                 |
| 1950-1951 | Comense                      | Indomita Roma                       |                                 |
| 1951-1952 | Comense                      | Ginn. Triestina                     |                                 |
| 1952-1953 | Comense                      | Bernocchi Legnano                   |                                 |
| 1953-1954 | Bernocchi Legnano            | Comense                             |                                 |
| 1954-1955 | Bernocchi Legnano            | Autonomi Torino                     |                                 |
| 1955-1956 | Ginn. Triestina              | Bernocchi Legnano                   |                                 |
| 1956-1957 | Ginn. Triestina              | Udinese                             |                                 |
| 1957-1958 | Ginn. Triestina              | Udinese                             |                                 |
| 1958-1959 | Udinese                      | Ginn. Triestina                     |                                 |
| 1959-1960 | Udinese                      | Ginn. Triestina                     |                                 |
| 1960-1961 | Udinese                      | FIAT Torino                         | campionato a più fasi           |
| 1961-1962 | FIAT Torino                  | Udinese                             | campionato a più fasi           |
| 1962-1963 | FIAT Torino                  | Standa Milano                       |                                 |
| 1963-1964 | FIAT Torino                  | Firte Pavia                         |                                 |
| 1964-1965 | Portorico Vicenza            | FIAT Torino                         |                                 |
| 1965-1966 | Portorico Vicenza            | Standa Milano                       |                                 |
| 1966-1967 | Recoaro Vicenza              | FIAT Torino                         |                                 |
| 1967-1968 | Recoaro Vicenza              | Standa Milano                       |                                 |
| 1968-1969 | Recoaro Vicenza              | Standa Milano                       |                                 |
| 1969-1970 | Geas Sesto San Giovanni      | Standa Milano                       |                                 |
| 1970-1971 | Geas Sesto San Giovanni      | Vicenza                             |                                 |
| 1971-1972 | Geas Sesto San Giovanni      | Standa Milano                       |                                 |
| 1972-1973 | Standa Milano                | Geas Sesto San Giovanni             |                                 |
| 1973-1974 | Geas Sesto San Giovanni      | Standa Milano                       |                                 |
| 1974-1975 | Geas Sesto San Giovanni      | Pagnossin Treviso                   |                                 |
| 1975-1976 | Geas Sesto San Giovanni      | Standa Milano                       |                                 |
| 1976-1977 | Geas Sesto San Giovanni      | Pagnossin Treviso                   |                                 |
| 1977-1978 | Geas Sesto San Giovanni      | Teksid Torino                       |                                 |
| 1978-1979 | Teksid Torino                | Sorgente Alba Milano                |                                 |
| 1979-1980 | FIAT Torino                  | Algida Roma                         |                                 |
| 1980-1981 | Pagnossin Treviso            | Zolu Vicenza                        | la Serie A si scinde in A1 e A2 |
| 1981-1982 | Zolu Vicenza                 | Accorsi Torino                      |                                 |
| 1982-1983 | Zolu Vicenza                 | GBC Milano                          |                                 |
| 1983-1984 | Zolu Vicenza                 | GBC Milano                          |                                 |
| 1984-1985 | Fiorella Vicenza             | Bata Viterbo                        |                                 |
| 1985-1986 | Primigi Vicenza              | Deborah Milano                      |                                 |
| 1986-1987 | Primigi Vicenza              | Deborah Milano                      |                                 |
| 1987-1988 | Primigi Vicenza              | Deborah Milano                      |                                 |
| 1988-1989 | Enichem Priolo               | Gemeaz Milano                       |                                 |
| 1989-1990 | Unicar Cesena                | Pool Comense                        |                                 |
| 1990-1991 | Pool Comense                 | Conad Cesena                        |                                 |
| 1991-1992 | Pool Comense                 | Conad Cesena                        |                                 |
| 1992-1993 | Pool Comense                 | Conad Cesena                        |                                 |
| 1993-1994 | Pool Comense                 | Marani Cesena                       |                                 |
| 1994-1995 | Pool Comense                 | Famila Schio                        |                                 |
| 1995-1996 | Pool Comense                 | TMC Cesena                          |                                 |
| 1996-1997 | Pool Comense                 | CariParma                           |                                 |
| 1997-1998 | Pool Comense                 | Famila Schio                        |                                 |
| 1998-1999 | Pool Comense                 | Famila Schio                        |                                 |
| 1999-2000 | Isab Energy Priolo           | Famila Schio                        |                                 |
| 2000-2001 | Cerve Parma                  | Pool Comense                        |                                 |
| 2001-2002 | Pool Comense                 | Famila Schio                        |                                 |
| 2002-2003 | Taranto Cras Basket          | Pool Comense                        |                                 |
| 2003-2004 | Pool Comense                 | Meverin Parma                       | campionato a più fasi           |
| 2004-2005 | Famila Schio                 | HS Penta Faenza                     |                                 |
| 2005-2006 | Famila Schio                 | Acer Priolo                         |                                 |
| 2006-2007 | Phard Napoli                 | Germano Zama Faenza                 |                                 |
| 2007-2008 | Famila Schio                 | Phard Napoli                        |                                 |
| 2008-2009 | Taranto Cras Basket          | Umana Venezia                       |                                 |
| 2009-2010 | Taranto Cras Basket          | Famila Wüber Schio                  |                                 |
| 2010-2011 | Famila Wüber Schio           | Taranto Cras Basket                 |                                 |
| 2011-2012 | Taranto Cras Basket          | Famila Wüber Schio                  |                                 |
| 2012-2013 | Famila Wüber Schio           | Gesam Gas Lucca                     |                                 |
| 2013-2014 | Famila Wüber Schio           | Passalacqua Trasporti Ragusa        |                                 |
| 2014-2015 | Famila Wüber Schio           | Passalacqua Trasporti Ragusa        |                                 |
| 2015-2016 | Famila Wüber Schio           | Gesam Gas Lucca                     |                                 |
| 2016-2017 | Gesam Gas Lucca              | Famila Wüber Schio                  |                                 |
| 2017-2018 | Famila Wüber Schio           | Passalacqua Trasporti Ragusa        | campionato a più fasi           |
| 2018-2019 | Famila Wüber Schio           | Passalacqua Trasporti Ragusa        |                                 |
| 2019-2020 | non assegnato                | non assegnato                       | non assegnato                   |
| 2020-2021 | Umana Reyer Venezia          | Famila Wüber Schio                  |                                 |
| 2021-2022 | Famila Wüber Schio           | Virtus Segafredo Bologna            |                                 |
| 2022-2023 | Famila Wüber Schio           | Virtus Segafredo Bologna            |                                 |
| 2023-2024 | Umana Reyer Venezia          | Famila Wüber Schio                  |                                 |
| 2024-2025 | Famila Wüber Schio           | Umana Reyer Venezia                 |                                 |

## Titoli per squadra
| Titoli | Squadra                 | Anno                                                                                     |
| ------ | ----------------------- | ---------------------------------------------------------------------------------------- |
| 15     | Pool Comense            | 1950, 1951, 1952, 1953, 1991, 1992, 1993, 1994, 1995, 1996, 1997, 1998, 1999, 2002, 2004 |
| 13     | Famila Schio            | 2005, 2006, 2008, 2011, 2013, 2014, 2015, 2016, 2018, 2019, 2022, 2023, 2025             |
| 12     | Vicenza                 | 1965, 1966, 1967, 1968, 1969, 1982, 1983, 1984, 1985, 1986, 1987, 1988                   |
| 8      | GEAS                    | 1970, 1971, 1972, 1974, 1975, 1976, 1977, 1978                                           |
| 5      | FIAT                    | 1962, 1963, 1964, 1979, 1980                                                             |
| 5      | Ginn. Triestina         | 1930, 1931, 1956, 1957, 1958                                                             |
| 4      | Pro Patria et Libertate | 1925, 1926, 1927, 1928                                                                   |
| 4      | Canottieri Milano       | 1933, 1934, 1935, 1943                                                                   |
| 4      | Ambrosiana-Inter        | 1936, 1937, 1938, 1939                                                                   |
| 4      | Bernocchi Legnano       | 1947, 1948, 1954, 1955                                                                   |
| 4      | Taranto Cras            | 2003, 2009, 2010, 2012                                                                   |
| 3      | Udinese                 | 1959, 1960, 1961                                                                         |
| 3      | Reyer Venezia           | 1946, 2021, 2024                                                                         |
| 2      | Trogylos Priolo         | 1989, 2000                                                                               |
| 1      | Atletico Torino         | 1924                                                                                     |
| 1      | Gioiosa Milano          | 1932                                                                                     |
| 1      | Ilva Trieste            | 1940                                                                                     |
| 1      | GUF Napoli              | 1941                                                                                     |
| 1      | GUF Milano              | 1942                                                                                     |
| 1      | Indomita Roma           | 1949                                                                                     |
| 1      | Milano                  | 1973                                                                                     |
| 1      | Pall. Treviso           | 1981                                                                                     |
| 1      | Ahena Cesena            | 1990                                                                                     |
| 1      | Basket Parma            | 2001                                                                                     |
| 1      | Napoli Vomero           | 2007                                                                                     |
| 1      | Le Mura Lucca           | 2017                                                                                     |